# ほっとイブニング
『ほっとイブニング』は、2001年4月2日から2018年3月30日まで東海3県のNHK各放送局が放送した夕方ローカルニュースワイド番組。
本項目では、NHK名古屋放送局制作分に加え、NHK岐阜放送局制作「ほっとイブニングぎふ」・NHK津放送局制作「ほっとイブニングみえ」についても併せて記述する。

## 番組概要
基本放送時間は、平日の18:10から18:58.55までの放送。ただし、祝日に関しては放送を休止し、土日にも放送する夕方6時45分の15分編成地域ニュース「NHK東海3県のニュース＜以下「東海NHKニュース」＞」を代替放送している。土日夕方放送の「東海NHKニュース」は、全国の気象情報を2分間東京から放送するが、祝日に放送する形態では全国の予報も併合して気象情報をアナウンサーが伝えている。
番組前半パートの18:10から18:30までは愛知・岐阜・三重3県に向けて放送。中継コーナーの「中継ほっとライブ」（後半パートに廻される場合もある）、NHKの東海3県の支局や報道室の記者やカメラマンが地域密着特集として取材した映像を紹介する「報道室リポート」などといった構成。重大な事件があった場合、津・岐阜放送局のキャスター・記者もそれぞれの「ほっとイブニング」生放送会場を結んで出演し解説する場合もある。それ以降は気象概況を除いて各県別放送となっている。
番組の後半枠を差し替えて放送する同番組の岐阜県版と三重県版は後ろにひらがな表記で県名がつくが、名古屋分は『あいち』がつかない（詳細は後述）。

## 歴史
2001年4月2日に前番組「こんばんは6時です」に代わるNHKニュースの東海3県（愛知県、岐阜県、三重県）版平日夕方ニュースとして放送開始。1988年4月の『イブニングネットワーク』開始以来、中京広域圏では朝から晩まで全てのローカル放送が名古屋からの3県向け番組だったため、岐阜・三重の各県へ向けての単独放送は番組としては存在しなかったが、2002年10月改編で県域放送が復活した。
なお、かつて17時台の全国ニュース後は『ゆうがたチャンス』、『東海たまて箱』が放送されていたが、16時台は全国放送の『お元気ですか日本列島』を延長して放送し、2004年10月、17時台は『ほっとイブニング』に吸収される形で廃止された。また大相撲、高校野球、国会中継開催の場合は時間が変更・短縮された。
2005年10月からは、17時台、18時台連続してのキャスター制度を止め、それぞれの時間帯でキャスターが変わることになった。また17時台は名古屋局のオープンスタジオ「プラザウェーブ21」からの公開生放送となった。
17時台の放送は2006年3月10日をもって打ち切りとなり、2006年度の17時台は、東京発の情報番組『ゆうどきネットワーク』第1部と名古屋発の『ゆうどきネットワーク東海・北陸』が放送されていたが、2007年度に入ってからは東海・北陸版を廃止。『ゆうどきネットワーク』は東京制作・主導による生活情報ワイド番組として生まれ変わっている。
後番組『まるっと!』の放送開始に伴い、2018年3月30日を以って17年の歴史に幕を下ろした。番組終了時点での出演者のうち、女性メインキャスターだった福永美春と気象キャスターの寺尾直樹（気象予報士）は『まるっと!』に続投となった（ただし、同番組での福永のポジションはサブキャスターである）。

## タイトルロゴ（名古屋局制作分）の変遷
- 1代目：2001.4.2 - 2006.3.31
- 2代目：2006.4.3 - 2007.3.30
- 3代目：2007.4.2 - 2012.3.30
- 4代目：2012.4.2 - 2017.3.31
- 5代目：2017.4.3 - 2018.3.30

※ NHK岐阜「ほっとイブニングぎふ」と、NHK津「ほっとイブニングみえ」は、NHK名古屋制作分の番組タイトルロゴをモデルにしたようなロゴデザインを制作せずに、2局ともいずれもオリジナルデザインのタイトルロゴを制作して番組を放送している。

## 出演者

### メインキャスター
各NHK放送局ともに担当の配置は男性はNHKの正職員アナウンサー、女性はNHK各放送局の契約キャスター。ただし、番組放送終了時点のもの。

#### NHK名古屋放送局
- 池田達郎（東京アナウンス室から異動、過去に5年間『首都圏ネットワーク』に於いてもキャスター歴あり）
- 福永美春（ex・静岡局キャスター）

#### NHK岐阜放送局
「ほっとイブニングぎふ」本稿で解説している番組の岐阜県ローカルパート。
- 望月豊（2017年度から、2009年までほっとイブニングみえキャスター）[注 1]
- 飯沼祐月（2014年度 - ）【月曜 - 木曜】／杉浦史織（2016年度 - 【金曜】）

#### NHK津放送局
「ほっとイブニングみえ」本稿で解説している番組の三重県ローカルパート。）
- 中村信博（2017年度から）【隔週出演】／浅井理（2017年度から）【隔週出演】[注 2]
- 石坂美咲（2017年度から）【隔週出演】／河合莉菜（2014年度から）【隔週出演】

### 気象情報

#### NHK名古屋放送局
- 寺尾直樹（気象予報士、2010年3月29日から復帰）
  - 2009年度は当時勤めていたウェザーニューズ社の都合により関東へ。コーナーは番組エンディング間際の18時52分から18時58分ごろにかけて放送。うちコーナー開始から3分間は東海NHK放送局の任意配信枠で、全国のあすの天気を表示したあと、18時55分以降は東海NHK各放送局よりエリア別気象情報を伝える（NHK名古屋は、愛知県、岐阜県、三重県の明日の天気をまとめて伝える）。

#### NHK岐阜放送局
- 橋本祐佳（気象予報士、2017年4月7日 - ）、金曜日に出演。

#### NHK津放送局
- 奥平雄太（気象予報士、2016年度 - ）、金曜日に出演。

### スポーツコーナー （NHK名古屋制作分のみ）
毎週金曜日の番組後半枠にスポーツコーナーを放送していた。担当者は、NHK名古屋放送局に勤務するアナウンサーか、女性キャスターが担当していた。しかし、メインキャスター陣が時々スポーツコーナーを担当するアナウンサーやキャスターの都合があるためか、同コーナーが始まると掛け持ちをして伝える事がある。また、月曜日には地元Jリーグチーム・名古屋グランパスを専門に特集するコーナー「GoGo!グランパス」を番組後半枠に設けていた。不定期でグランパスの選手がスタジオにゲスト出演する場合もあった。

### リポーター・中継担当

#### NHK名古屋放送局
「東海モノ語り」、「わが街の日本一」など担当。2014年度まで『情報まるごと』東海・北陸のニュース担当も兼務していた。
- 北澤実季（元富山局キャスター、2008年度から）
- 浅岡理紗（元金沢局キャスター、2012年度から）
- 酒井麻利子（2015年度から）
- （中継専任）野田英里（2013年度から）（元富山局キャスター）
- （中継専任）水島奈緒（2016年度から）（元静岡局キャスター）

※ その他にもNHK名古屋放送局に勤務する男性アナウンサーや女性キャスターが中継を担当する場合あり。

#### NHK岐阜放送局
- 白石絵里奈（2016年度 - ）
- 遠山梓（2016年度 - ）

#### NHK津放送局
- 松井かれん（2016年度 - ）
- 髙田洋子（2017年度 - ）

## 過去の出演者

### メインキャスター

#### NHK名古屋放送局
| 期間      | 期間      | キャスター | キャスター | 気象情報 |
| --------- | --------- | ---------- | ---------- | -------- |
| 2001.4.2  | 2002.3.29 | 小見誠広   | 岩槻里子   | （不明） |
| 2002.4.1  | 2003.3.28 | 小見誠広   | 岩槻里子   | 寺尾直樹 |
| 2003.3.31 | 2003.9.26 | 田中孝宜   | 柘植恵水   | 寺尾直樹 |
| 2003.9.29 | 2004.9.24 | 田中孝宜   | 青木希久子 | 寺尾直樹 |
| 2004.9.27 | 2005.3.25 | 田中孝宜   | 石井麻由子 | 寺尾直樹 |
| 2005.3.28 | 2008.3.28 | 柿沼郭     | 小林千恵   | 寺尾直樹 |
| 2008.3.31 | 2009.3.27 | 村竹勝司   | 髙阪真希   | 寺尾直樹 |
| 2009.3.30 | 2010.3.26 | 村竹勝司   | 櫻木瑶子   | 大隅智子 |
| 2010.3.29 | 2012.3.30 | 村竹勝司   | 櫻木瑶子   | 寺尾直樹 |
| 2012.4.2  | 2013.3.29 | 望月啓太   | 柏原愛里   | 寺尾直樹 |
| 2013.4.1  | 2015.3.27 | 望月啓太   | 黒崎瞳     | 寺尾直樹 |
| 2015.3.30 | 2018.3.30 | 池田達郎   | 福永美春   | 寺尾直樹 |

#### NHK岐阜放送局
- 船岡久嗣（NHKアナウンサー）
- 宇野悦加（2007 - 2009年度）
- 太田聖子（元富山局キャスター、2010 - 2012年度）
- 橋爪秀範（NHKアナウンサー、2003 - 2010年度まで）
- 浅野正紀（NHKアナウンサー、2011 - 2015年度）
- 去来川奈央（2013年度）
- 有田早紀（金曜キャスター、2013年度）
- 島紗理（2014・2015年度）
- 松田佳恵（金曜キャスター、2015年度）【飯沼祐月と隔週交代】
- 吉田真人（NHKアナウンサー、2016年度）

#### NHK津放送局
- 千野秀和（NHKアナウンサー、2008年度まで金曜キャスター）
- 萩原真紀（2008年度まで）
- 千賀絢子（2008年度まで）
- 望月豊（NHKアナウンサー、2009年7月まで）
- 佐々木智一（NHKアナウンサー、2009年8月 - 2013年度）
- 柘植瑞季（2009年度 - 2010年度、2010年度はリポーター）
- 加藤真理（2009年度 - 2010年度）
- 太田磨理（2009年度 - 2013年度、2009年度 - 2012年度はリポーター）
- 梶原典明（NHKアナウンサー、2010年度 - 2012年度）
- 酒井菜穂子（2010年度）
- 三富裕子（2011年度 - 2013年度）
- 安藤美耶（2011年度 - 2013年度）
- 富田典保（NHKアナウンサー、2013年度）
- 八田知大（NHKアナウンサー、2014年度 - 2016年度）
- 松井佐祐里（2014年度 - 2016年度）

### その他

#### NHK名古屋放送局
- 塚本貴之（スポーツコーナー）
- 渡辺憲司（スポーツコーナー）
- 船岡久嗣（大相撲情報、2010年7月まで）
- 前田朱由（リポーター）
- 小野田真由美（リポーター、2009年度まで）
- 大隅智子（気象予報士、2010年3月26日まで）
- 伊藤明日香（2009年度まで）
- 三浦牧子（2010年度まで）
- 岩野留衣（2010年度・2011年度）
- 石上沙織（2010年度 - 2012年度）
- 加藤真理（2011年度 - 2015年度）ほか
- 辻本瑠美奈（元岐阜局キャスター、2007年度 - 2016年度）

#### NHK岐阜放送局
- 宮崎大地（中継担当、2010年7月まで）
- 伴麻衣子（同上、2009年度まで）
- 石上沙織（同上、2009年度まで）
- 吉原美香（同上、2009年度まで）
- 青木希久子（産休のため降板していた時期あり）
- 牧山あゆみ

#### NHK津放送局
- 豊田美穂（リポーター、2011年度 - 2015年度【2013年度はキャスター兼任】）
- 奥村愛美（同上、2016年度）
- 江守美穂（気象予報士、2015年度まで）